# Middelaldercentret
Het Middelaldercentret (Deens, "Middeleeuwencentrum") is een experimenteel openluchtmuseum in de Deense plaats Sundby. In het museum wordt middels levende geschiedenis een beeld gegeven van het leven tijdens de veertiende en vijftiende eeuw.

## Opzet
Rond een inham aan de zeestraat Guldborgsund op het Deense eiland Lolland zijn verscheidene middeleeuwse woningen en werkplaatsen opgetrokken. Ook is er een haventje met schepen en beschikt het museum over belegeringswerktuigen en ander middeleeuws wapentuig. Alles werd ter plaatse vervaardigd, waarbij zoveel mogelijk gebruik gemaakt werd van authentieke werkwijzen en gereedschappen.

## Bewoners
De bewoners, medewerkers in vaste dienst, vrijwilligers en mensen met een werkervaringsplek, gedragen zich alsof ze in de middeleeuwen zijn. Ze gaan in middeleeuwse kledij gehuld en houden zich bezig met zo authentiek mogelijk uitgevoerde ambachten, gevechtsoefeningen, koken, en dergelijke. In het museum worden (vrijwel) dagelijks trebuchets en andere wapens afgevuurd, zijn riddersteekspelen te bewonderen en worden andere demonstraties gegeven. 

## Nevenactiviteiten
Daarnaast verrichten de betrokkenen onderzoek naar middeleeuwse gereedschappen en werktuigen, waarbij altijd getracht wordt zo dicht mogelijk bij de in die tijd gehanteerde methodes te blijven. Mede vanwege een reputatie van authenticiteit werd het museum herhaaldelijk gebruikt voor film- en televisieopnames.